# Bodenburg
Bodenburg è una frazione (Ortschaft) della città di Bad Salzdetfurth, nel land della Bassa Sassonia, in Germania.

## Storia
Già comune autonomo, fu soppresso e incorporato a Bad Salzdetfurth il 1º marzo 1974.